# MOIK Baku
MOIK Baku este un club de fotbal din Baku, Azerbaidjan. Echipa susține meciurile de acasă pe Stadionul MOIK cu o capacitate de 1.000 de locuri.

## Fotbaliști notabili
- Ruslan Musayev